# Athos (Stephan Micus)
Athos, "a journey to the holy mountain" is een studioalbum van Stephan Micus. Micus maakte hier een combinatie van exotische muziekinstrumenten met middeleeuws aandoende religieuze (soms 22-stemmige) gezangen. Het is opgenomen in de MCM Studio. Aangezien Micus alles zelf bespeelde en zong liep de opnametijd op.
Rond de berg Athos bevinden zich kluizenaars, Micus verbleef een aantal dagen in hun gezelschap.    

## Musici
- Stephan Micus – zang, sattar, shakuhachi, suling, bloempotten en ney, Beijerse citer

## Muziek

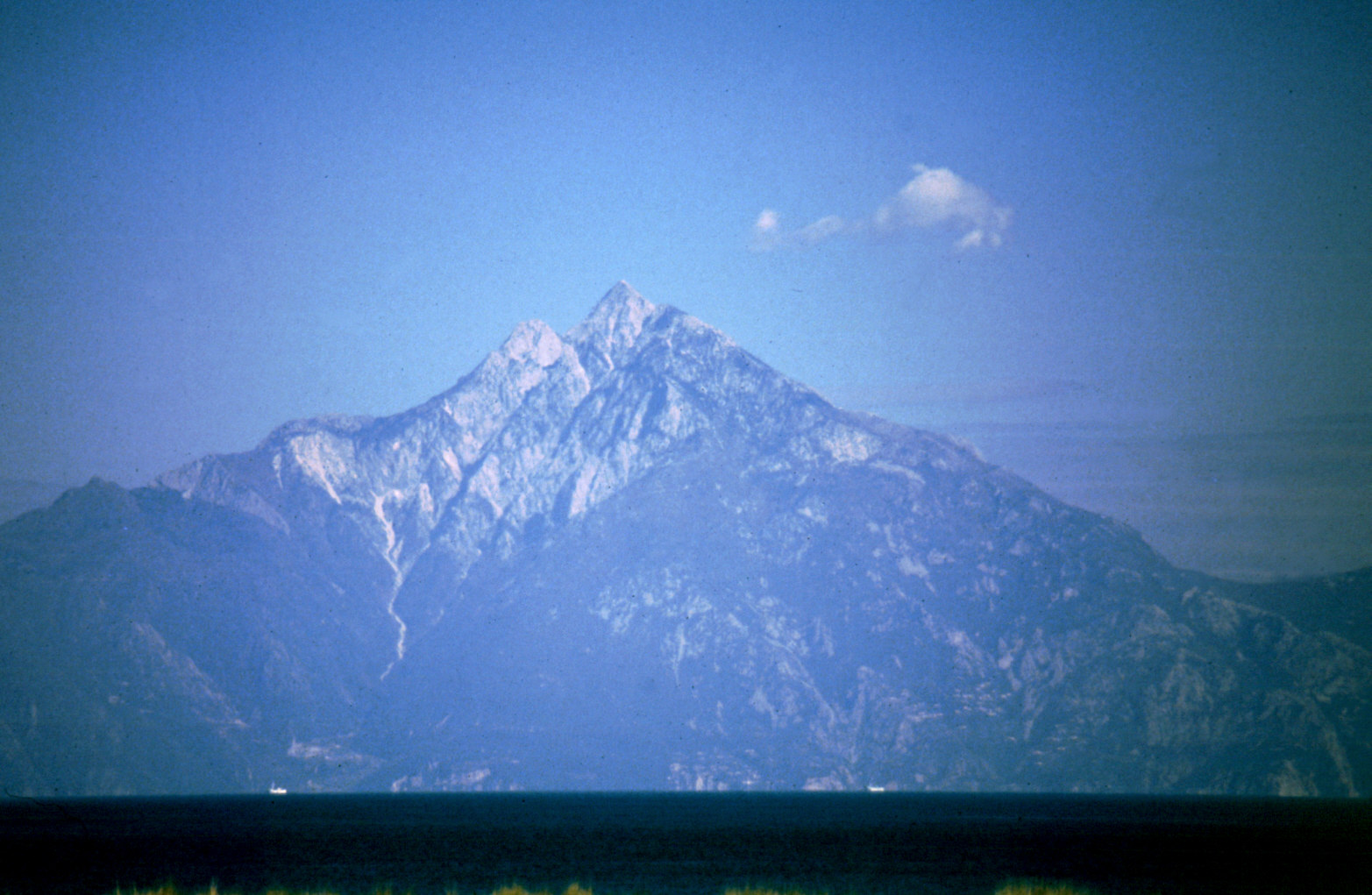
Athos

| Nr. | Titel            | Duur |
| --- | ---------------- | ---- |
| 1.  | on the way       | 4:57 |
| 2.  | The first night  | 5:35 |
| 3.  | The first day    | 6:38 |
| 4.  | The second night | 4:47 |
| 5.  | The second day   | 3:32 |
| 6.  | The third night  | 6:19 |
| 7.  | The third day    | 5:55 |
| 8.  | On the way back  | 8:58 |